# Baskerville (tipo de letra)

Tipografía Baskerville.

Baskerville es una tipografía con serif diseñada en 1757 por John Baskerville en Birmingham.

## Clasificación
Está clasificada como un tipo de transición entre el estilo antiguo de la Caslon y los estilos más modernos de Bodoni y Didot.

## Características
Fue el resultado de mejorar una tipografía diseñada por William Caslon. Aumentó el contraste entre los palos finos y anchos, haciendo los serif más afilados, los palos curvos más redondeados y los caracteres más regulares. Estos cambios le dieron una gran consistencia en tamaño y forma. El resultado fue una mayor legibilidad, siendo los más característicos el palo inferior de la Q mayúscula y los serif de las cursivas.